# Чемпионат Латвии по кёрлингу среди смешанных команд 2018
15-й Чемпионат Латвии по кёрлингу среди смешанных команд 2018 проводился 12, 13 и 19 мая 2018 в городе Рига на арене «Kērlinga halle».
Победитель чемпионата получал право представлять Латвию как её смешанная сборная команда на чемпионате мира 2018, который состоится в октябре 2018 в городе Келоуна (Канада).
В чемпионате принимало участие 3 команды.
Победителями чемпионата стала команда SK OB/Regža (MIX) (скип Ансис Регжа; 3-й чемпионский титул команды SK OB (MIX); Ансис Регжа стал чемпионом среди смешанных команд в 3-й раз и как игрок, и как скип), победившая в финале команду RKK/Rudzīte (MIX) (скип Елена Рудзите). Бронзовые медали завоевала команда KKR/Vonda (MIX) (скип Jānis Vonda).

## Формат соревнований
На первом, групповом этапе команды играют между собой по круговой системе в два круга. При равенстве количества побед у двух команд они ранжируются между собой по результату личной встречи, при равенстве количества побед у трёх или более команд — по результатам суммы тестовых бросков в дом (англ. Draw Shot Challenge, DSC, в сантиметрах; чем меньше величина, тем выше место команды). Две лучшие команды выходят во второй этап, плей-офф, где играют серию матчей до двух побед одной из команд (максимум три матча).

## Составы команд
| Команда           | Четвёртый      | Третий            | Второй             | Первый               |
| ----------------- | -------------- | ----------------- | ------------------ | -------------------- |
| KKR/Vonda (MIX)   | Jānis Vonda    | Sanita Saulgrieze | Jurijs Kovešņikovs | Zanda Priste-Vonda   |
| RKK/Rudzīte (MIX) | Jānis Rudzītis | Елена Рудзите     | Didzis Pētersons   | Dace Spilnere-Pūciņa |
| SK OB/Regža (MIX) | Ансис Регжа    | Даце Регжа        | Aivars Gavars      | Antra Zvane          |

(скипы выделены полужирным шрифтом)

## Групповой этап
|    | Команда           | A1        | A2        | A3      | В | П | DSC, см | Место |
| -- | ----------------- | --------- | --------- | ------- | - | - | ------- | ----- |
| A1 | KKR/Vonda (MIX)   | *         | 6:10 3:10 | 1:7 0:9 | 0 | 4 | 153,6   | 3     |
| A2 | RKK/Rudzīte (MIX) | 10:6 10:3 | *         | 6:7 3:9 | 2 | 2 | 73,4    | 2     |
| A3 | SK OB/Regža (MIX) | 7:1 9:0   | 7:6 9:3   | *       | 4 | 0 | 99,4    | 1     |

     команды, выходящие в плей-офф

## Плей-офф
Матч 1. 19 мая, 10:00
| Команда           | 1 | 2 | 3 | 4 | 5 | 6 | 7 | 8 | Всего |
| SK OB/Regža (MIX) | 0 | 0 | 1 | 0 | 3 | 0 | 2 | X | 6     |
| RKK/Rudzīte (MIX) | 0 | 0 | 0 | 0 | 0 | 1 | 0 | X | 1     |

Матч 2. 19 мая, 15:30
| Команда           | 1 | 2 | 3 | 4 | 5 | 6 | 7 | 8 | Всего |
| SK OB/Regža (MIX) | 0 | 0 | 3 | 1 | 0 | 2 | 2 | X | 8     |
| RKK/Rudzīte (MIX) | 1 | 0 | 0 | 0 | 1 | 0 | 0 | X | 2     |

Третий матч проводить не понадобилось, потому что одна из команд победила в первых двух матчах.

## Итоговая классификация
| М | Команда           | Cкип          | И | В | П |
| - | ----------------- | ------------- | - | - | - |
| 1 | SK OB/Regža (MIX) | Ансис Регжа   | 6 | 6 | 0 |
| 2 | RKK/Rudzīte (MIX) | Елена Рудзите | 6 | 2 | 4 |
| 3 | KKR/Vonda (MIX)   | Jānis Vonda   | 4 | 0 | 4 |